# Салла, Тиджан
Тиджан Салла (англ. Tijan Sallah; 5 марта 1958, Серекунда, Гамбия) — гамбийский поэт, прозаик, биограф, экономист, доктор экономических наук.

## Биография
Сын имама местной мечети. В детстве изучал Коран, затем Библию. Отец его был не против изучения сыном разных авраамических религий.
После учёбы в Гамбии, переехал в Соединенные Штаты, где обучался в колледже Берия-колледж (Кентукки), затем в Политехническом университете Виргинии, где получил степень доктора экономических наук.
Преподавал в американских университетах, работал во Всемирном банке, где возглавлял сектор сельского хозяйства, ирригации и развития сельских районов восточных и южных стран Африки, группу развития потенциала и партнерства для стран Африки.
Живёт в Вашингтоне, округ Колумбия.

## Творчество
Дебютировал в 1980 году, опубликовав первый сборник своих стихов «When African Was a Young Woman». Автор стихов и прозы. В своих работах рассматривает, среди прочего, проблемы коррупции в Гамбии и трудное положение женщин.

## Избранные произведения
Сборники стихов
- When Africa Was a Young Woman, 1980
- Kora Land: poems, 1989
- Dreams of Dusty Roads: new poems, 1992
- Dream Kingdom: new and selected poems, 2007
- Harrow: London Poems of Convalescence, Global Hands Publishing, 2014.

Рассказы
- Before the New Earth: African short stories, Calcutta: Writers Workshop, 1988
- «Weaverdom», in Chinua Achebe and C. L. Innes, eds, Contemporary African Short Stories, 1992.
- «Innocent Terror» in Encounters from Africa, An Anthology of Short Stories, Macmillan Kenya Publishers, 2000, pp. 99-106.

Статьи и другое
- «The Tragedy of Platitudinous Piety by Bill Best» (book review), Appalachian Journal, Vol. 10, No. 2, Winter 1983, pp. 207—208
- «Summer of Pure Ice by William White», Wind/ Literary Journal, Vol. 14, No. 52, 1984, pp. 90-91.
- Agricultural tenancy and contracts: an economic analysis of the strange farmer system in the Gambia, 1987
- «Economics and the politics in the Gambia», Journal of Modern African Studies, Cambridge University Press, 1990.
- «My Approach and Relation to Language», Washington Review (August-September 1990).
- The Senegambia Confederation: Storms in a Teacup, Jalibaa (Washington, DC), August-September 1990.
- «Phillis Wheatley: A brief survey of the life and works of a Gambian slave/poet in New England America», Wasafiri, 15 (Spring 1992), pp. 27-31.
- «Words or Rice», Daily Observer, Friday, October 1993, p. 7.
- The Eagles Vision: the poetry of Tanure Ojaide, 1995.
- Wolof Ethnography, Rosen Publishing, 1996.
- «Women of Colour: An artist breaks with Yemen’s tradition», World-view: The National Peace Corps Association, Summer 1999 (Vol. 12, No. 3), pp. 34-39.
- «The Art of Fuad Al-Futaih», Transition, Issue 83, Vol. 9, No. 3, 2000, p. 97.